# Albert Girard (homme politique)
Pour les articles homonymes, voir Girard et Albert Girard (homonymie).
Albert Girard est un homme d'affaires et un homme politique canadien.

## Biographie
Albert Girard est né le 18 août 1949 à Saint-Jean, au Nouveau-Brunswick. Son père est George Girard et sa mère est Lucie Savoy. Il étudie à l'Université de Moncton.
Il est député de Restigouche à la Chambre des communes du Canada de 1984 à 1988 en tant que progressiste-conservateur.
Il est président de la Commission industrielle de Restigouche, de l'association des marchands de Campbellton et du comité organisateur de l'association du tourisme de Restigouche. Il est aussi membre des United Commercial Travellers, du Canadian Power Squadron, de l'Association canadienne de yachting et du Club de yachting de Dalhousie.